# Feliciano López
Feliciano López Díaz-Guerra (* 20. September 1981 in Toledo) ist ein ehemaliger spanischer Tennisspieler.

## Karriere
Im Alter von fünf Jahren begann López mit seinem Vater Feliciano Tennis zu spielen. Auf Juniorenebene konnte er bereits einige Erfolge vorweisen, 1997 wurde er Profi.
Sein erster Turniersieg im Einzel gelang ihm 2004 beim ATP-Turnier in Wien. Er erreichte 2004 und 2008 jeweils das Endspiel von Dubai sowie 2005 das Finale von New Haven. Auch einen Doppeltitel konnte er bereits verbuchen, 2004 an der Seite von Fernando Verdasco beim ATP-Turnier von Stockholm. Noch weitere sechs Mal stand er im Finale einer Doppelkonkurrenz (Mallorca 2001 mit Francisco Roig, Valencia 2004 mit Marc López, Barcelona 2005 mit Rafael Nadal, Dubai 2011 mit Jérémy Chardy sowie jeweils 2014 Acapulco mit Maks Mirny und Rom mit Robin Haase).
Im Februar 2010 gewann er in Johannesburg seinen zweiten Titel auf der ATP World Tour, als er den Franzosen Stéphane Robert im Finale mit 7:5 und 6:1 bezwang. Seine Einzeltitel Nummer drei und vier gewann er beide auf Rasen, 2013 und 2014 in Eastbourne. Seine höchste Weltranglistenposition erreichte er im März 2015 mit Platz 12.
Für die spanische Davis-Cup-Mannschaft hat López seit 2003 29 Partien bestritten, von denen er 12 gewinnen konnte (Einzel 4:8; Doppel 8:9).
Obwohl López nie zu der absoluten Weltspitze gehört hat, sind ihm eine Reihe Rekorde und beachtlicher Leistungen gelungen, da er über lange Zeiträume ohne größere Verletzungen an Turnieren der ATP Tour teilnahm. Nur wenige Spieler haben länger professionell Tennis gespielt als er.
López hält den Rekord für die längste unterbrechungslose Teilnahme an allen Grand-Slam-Turnieren. Zwischen den French Open 2002 und den Australian Open 2022 bestritt er 79 Grand-Slam-Turniere in Folge, bei den French Open 2022 schied er in der Qualifikation aus und die Serie endete. Zudem stand er als einziger Spieler mindestens 20 Mal im Hauptfeld bei jedem Grand-Slam-Turnier. Wegen seiner zahlreichen Teilnahmen an Turnieren der ATP Tour hat kein Spieler mehr Spiele im Einzel verloren als López. 2019 siegte er beim Queen’s Club sowohl im Einzel als auch im Doppel. Er war der älteste Spieler seit 1975, dem dies bei einem Turnier der Tour gelang. Vom 8. Juli 2002 bis 22. April 2019 war er 828 Wochen lang durchgehend in den Top 100 der Weltrangliste. Nur Roger Federer, Rafael Nadal und Novak Đoković können längere Zeiträume vorweisen. Er hat 38 Siege über Spieler in den Top 10 der Weltrangliste errungen – mehr als jeder andere Spieler, der selbst nie in den Top 10 war. Nach dem Turnier in Mallorca beendete López im Juni 2023 seine Karriere, sein letztes Match verlor er im Viertelfinale gegen Yannick Hanfmann in zwei Sätzen.
López ist seit 2019 Turnierdirektor in Madrid.

## Erfolge
| Legende                                              |
| Grand Slam (1)                                       |
| ATP World Tour Finals                                |
| ATP Masters Series                                   |
| ATP International Series Gold ATP World Tour 500 (6) |
| ATP International Series ATP World Tour 250 (6)      |
| ATP Challenger Tour (2)                              |

| Titel nach Belag |
| Hartplatz (5)    |
| Sand (3)         |
| Rasen (5)        |

### Einzel

#### Turniersiege

##### ATP World Tour
| Nr. | Datum            | Turnier          | Belag         | Finalgegner     | Ergebnis                |
| --- | ---------------- | ---------------- | ------------- | --------------- | ----------------------- |
| 1.  | 11. Oktober 2004 | Wien             | Hartplatz (i) | Guillermo Cañas | 6:4, 1:6, 7:5, 3:6, 7:5 |
| 2.  | 7. Februar 2010  | Johannesburg     | Hartplatz     | Stéphane Robert | 7:5, 6:1                |
| 3.  | 22. Juni 2013    | Eastbourne (1)   | Rasen         | Gilles Simon    | 7:65, 6:72, 6:0         |
| 4.  | 21. Juni 2014    | Eastbourne (2)   | Rasen         | Richard Gasquet | 6:3, 6:75, 7:5          |
| 5.  | 24. Juli 2016    | Gstaad           | Sand          | Robin Haase     | 6:4, 7:5                |
| 6.  | 25. Juni 2017    | Queen’s Club (1) | Rasen         | Marin Čilić     | 4:6, 7:62, 7:68         |
| 7.  | 23. Juni 2019    | Queen’s Club (2) | Rasen         | Gilles Simon    | 6:2, 6:74, 7:62         |

##### ATP Challenger Tour
| Nr. | Datum          | Turnier | Belag     | Finalgegner      | Ergebnis |
| --- | -------------- | ------- | --------- | ---------------- | -------- |
| 1.  | 9. August 2009 | Segovia | Hartplatz | Adrian Mannarino | 6:3, 6:4 |
| 2.  | 17. Juli 2011  | Bogotá  | Sand      | Carlos Salamanca | 6:4, 6:3 |

#### Finalteilnahmen
| Nr. | Datum            | Turnier      | Belag         | Finalgegner     | Ergebnis             |
| --- | ---------------- | ------------ | ------------- | --------------- | -------------------- |
| 1.  | 1. März 2004     | Dubai (1)    | Hartplatz     | Roger Federer   | 6:4, 1:6, 2:6        |
| 2.  | 22. August 2005  | New Haven    | Hartplatz     | James Blake     | 6:3, 5:7, 1:6        |
| 3.  | 10. Juli 2006    | Gstaad       | Sand          | Richard Gasquet | 6:74, 7:63, 3:6, 3:6 |
| 4.  | 3. März 2008     | Dubai (2)    | Hartplatz     | Andy Roddick    | 7:68, 4:6, 2:6       |
| 5.  | 1. Mai 2011      | Belgrad      | Sand          | Novak Đoković   | 6:74, 2:6            |
| 6.  | 24. Februar 2013 | Memphis      | Hartplatz (i) | Kei Nishikori   | 2:6, 3:6             |
| 7.  | 15. Juni 2014    | Queen’s Club | Rasen         | Grigor Dimitrow | 7:68, 6:71, 6:76     |
| 8.  | 8. Februar 2015  | Quito        | Sand          | Víctor Estrella | 2:6, 7:65, 6:75      |
| 9.  | 4. Oktober 2015  | Kuala Lumpur | Hartplatz (i) | David Ferrer    | 5:7, 5:7             |
| 10. | 14. August 2016  | Los Cabos    | Hartplatz     | Ivo Karlović    | 6:75, 2:6            |
| 11. | 18. Juni 2017    | Stuttgart    | Rasen         | Lucas Pouille   | 6:4, 6:75, 4:6       |

### Doppel

#### Turniersiege
| Nr. | Datum            | Turnier      | Belag         | Partner            | Finalgegner                            | Ergebnis          |
| --- | ---------------- | ------------ | ------------- | ------------------ | -------------------------------------- | ----------------- |
| 1.  | 1. November 2004 | Stockholm    | Hartplatz (i) | Fernando Verdasco  | Wayne Arthurs Paul Hanley              | 6:4, 6:4          |
| 2.  | 8. Januar 2016   | Doha         | Hartplatz     | Marc López         | Philipp Petzschner Alexander Peya      | 6:4, 6:3          |
| 3.  | 4. Juni 2016     | French Open  | Sand          | Marc López         | Bob Bryan Mike Bryan                   | 6:4, 6:76, 6:3    |
| 4.  | 29. April 2018   | Barcelona    | Sand          | Marc López         | Aisam-ul-Haq Qureshi Jean-Julien Rojer | 7:65, 6:4         |
| 5.  | 23. Juni 2019    | Queen’s Club | Rasen         | Andy Murray        | Rajeev Ram Joe Salisbury               | 7:66, 5:7, [10:5] |
| 6.  | 26. Februar 2022 | Acapulco     | Hartplatz     | Stefanos Tsitsipas | Marcelo Arévalo Jean-Julien Rojer      | 7:5, 6:4          |

#### Finalteilnahmen
| Nr. | Datum             | Turnier      | Belag         | Partner        | Finalgegner                        | Ergebnis          |
| --- | ----------------- | ------------ | ------------- | -------------- | ---------------------------------- | ----------------- |
| 1.  | 6. Mai 2001       | Mallorca     | Sand          | Francisco Roig | Donald Johnson Jared Palmer        | 5:7, 3:6          |
| 2.  | 18. April 2004    | Valencia (1) | Sand          | Marc López     | Gastón Etlis Martín Rodríguez      | 5:7, 6:7          |
| 3.  | 24. April 2005    | Barcelona    | Sand          | Rafael Nadal   | Leander Paes Nenad Zimonjić        | 3:6, 3:6          |
| 4.  | 27. Februar 2011  | Dubai (1)    | Hartplatz     | Jérémy Chardy  | Michail Juschny Serhij Stachowskyj | 6:4, 3:6, [3:10]  |
| 5.  | 2. März 2014      | Acapulco (1) | Hartplatz     | Maks Mirny     | Kevin Anderson Matthew Ebden       | 3:6, 3:6          |
| 6.  | 18. Mai 2014      | Rom          | Sand          | Robin Haase    | Daniel Nestor Nenad Zimonjić       | 4:6, 6:72         |
| 7.  | 1. November 2015  | Valencia (2) | Hartplatz (i) | Maks Mirny     | Eric Butorac Scott Lipsky          | 6:74, 3:6         |
| 8.  | 27. Februar 2016  | Dubai (2)    | Hartplatz     | Marc López     | Simone Bolelli Andreas Seppi       | 2:6, 6:3, [12:14] |
| 9.  | 5. März 2017      | Acapulco (2) | Hartplatz     | John Isner     | Jamie Murray Bruno Soares          | 3:6, 3:6          |
| 10. | 24. April 2017    | Monte Carlo  | Sand          | Marc López     | Rohan Bopanna Pablo Cuevas         | 3:6, 6:3, [4:10]  |
| 11. | 8. September 2017 | US Open      | Hartplatz     | Marc López     | Jean-Julien Rojer Horia Tecău      | 4:6, 3:6          |

## Abschneiden bei Grand-Slam-Turnieren

### Einzel
| Turnier         | 2000 | 2001 | 2002 | 2003 | 2004 | 2005 | 2006 | 2007 | 2008 | 2009 | 2010 | 2011 | 2012 | 2013 | 2014 | 2015 | 2016 | 2017 | 2018 | 2019 | 2020 | 2021 | 2022 | Karriere |
| --------------- | ---- | ---- | ---- | ---- | ---- | ---- | ---- | ---- | ---- | ---- | ---- | ---- | ---- | ---- | ---- | ---- | ---- | ---- | ---- | ---- | ---- | ---- | ---- | -------- |
| Australian Open | —    | —    | —    | 3    | 1    | 3    | 3    | 2    | 2    | 1    | 3    | 2    | AF   | 2    | 3    | AF   | 3    | 1    | 1    | 1    | 1    | 3    | 1    | AF       |
| French Open     | —    | 1    | 2    | 1    | AF   | 1    | 1    | 1    | 1    | 2    | 1    | 1    | 1    | 3    | 2    | 1    | 3    | 3    | 1    | 1    | 1    | 1    | Q1   | AF       |
| Wimbledon       | Q2   | —    | AF   | AF   | 3    | VF   | 1    | 3    | VF   | 1    | 3    | VF   | 1    | 3    | AF   | 2    | 3    | 1    | 2    | 2    |      | 1    | 1    | VF       |
| US Open         | —    | —    | 2    | 1    | 3    | 2    | 2    | AF   | 1    | 1    | AF   | 3    | 3    | 3    | 3    | VF   | 2    | 3    | 1    | 3    | 1    | 1    | —    | VF       |

Zeichenerklärung: S = Turniersieg; F, HF, VF, AF = Einzug ins Finale / Halbfinale / Viertelfinale / Achtelfinale; 1, 2, 3 = Ausscheiden in der 1. / 2. / 3. Hauptrunde; Q1, Q2, Q3 = Ausscheiden in der 1. / 2. / 3. Qualifikationsrunde; nicht ausgetragen

### Doppel
| Turnier         | 2003 | 2004 | 2005 | 2006 | 2007 | 2008 | 2009 | 2010 | 2011 | 2012 | 2013 | 2014 | 2015 | 2016 | 2017 | 2018 | 2019 | 2020 | 2021 | 2022 | Karriere |
| --------------- | ---- | ---- | ---- | ---- | ---- | ---- | ---- | ---- | ---- | ---- | ---- | ---- | ---- | ---- | ---- | ---- | ---- | ---- | ---- | ---- | -------- |
| Australian Open | 1    | 2    | 1    | 2    | —    | AF   | VF   | 2    | 2    | —    | 1    | 1    | VF   | 2    | AF   | 2    | 1    | 1    | —    | —    | VF       |
| French Open     | AF   | 1    | 1    | 1    | 2    | —    | 1    | —    | 2    | —    | AF   | AF   | 2    | S    | 1    | HF   | 2    | AF   | —    | AF   | S        |
| Wimbledon       | 1    | 2    | 2    | —    | —    | AF   | —    | —    | —    | —    | —    | 2    | —    | 1    | 1    | —    | 2    |      | 1    | 1    | AF       |
| US Open         | AF   | VF   | AF   | 1    | 2    | VF   | —    | 1    | —    | —    | 2    | 1    | 1    | HF   | F    | 2    | 2    | —    | —    | 2    | F        |

### Mixed
| Turnier         | 2004 | 2005 | 2006 | 2007 | 2008 | 2009 | 2010 | 2011 | Karriere |
| --------------- | ---- | ---- | ---- | ---- | ---- | ---- | ---- | ---- | -------- |
| Australian Open | —    | —    | —    | —    | —    | —    | —    | —    | —        |
| French Open     | AF   | —    | —    | —    | —    | —    | —    | —    | AF       |
| Wimbledon       | —    | —    | —    | —    | —    | —    | —    | AF   | AF       |
| US Open         | —    | —    | —    | —    | —    | —    | —    | —    | —        |

## Persönliches
Im Juli 2015 heiratete Feliciano López in Toledo das Model Alba Carillo, von der er 2016 geschieden wurde.